# Zeuxidia doubledaii
Zeuxidia doubledaii är en fjärilsart som beskrevs av John Obadiah Westwood 1851. Zeuxidia doubledaii ingår i släktet Zeuxidia och familjen praktfjärilar. Inga underarter finns listade i Catalogue of Life.